# Valcho Stoev
Valcho Stoev Khristov (in bulgaro Вълчо Стоев Христов?; 1º gennaio 1952) è un ex pesista bulgaro, campione europeo indoor nel 1975.

## Palmarès
| Anno | Manifestazione   | Sede      | Evento         | Risultato | Misura  | Note |
| ---- | ---------------- | --------- | -------------- | --------- | ------- | ---- |
| 1970 | Europei juniores | Parigi    | Getto del peso | 4º        | 16,94 m |      |
| 1971 | Europei indoor   | Sofia     | Getto del peso | 12º       | 17,80 m |      |
| 1973 | Europei indoor   | Rotterdam | Getto del peso | 6º        | 19,29 m |      |
| 1974 | Europei indoor   | Göteborg  | Getto del peso | 4º        | 19,85 m |      |
| 1974 | Europei          | Roma      | Getto del peso | 9º        | 19,62 m |      |
| 1975 | Europei indoor   | Katowice  | Getto del peso | Oro       | 20,19 m |      |
| 1975 | Universiadi      | Roma      | Getto del peso | Bronzo    | 18,90 m |      |
| 1977 | Universiadi      | Sofia     | Getto del peso | Oro       | 19,55 m |      |
| 1978 | Europei          | Praga     | Getto del peso | 9º        | 19,23 m |      |
| 1980 | Olimpiadi        | Mosca     | Getto del peso | -         | NM      |      |